# Kigoma
Kigoma je grad na zapadu Tanzanije. Nalazi se na istočnoj obali jezera Tanganjike, blizu granice s Burundijem. Centar je i upravno sjedište istoimene regije, također i važna luka te prometno čvorište koje povezuje područje Tanganjike s Dar-es-Salaamom.
Godine 2002. Kigoma je imala 131.792 stanovnika.